# Barichneumon rufipes
Barichneumon rufipes là một loài tò vò trong họ Ichneumonidae.